# Skövde landskommun
Skövde landskommun var en tidigare kommun i dåvarande Skaraborgs län.

## Administrativ historik
Kommunen inrättades i Skövde socken i Kåkinds härad i Västergötland när 1862 års kommunalförordningar trädde i kraft. Landskommunen uppgick 1914 i Skövde stad som 1971 ombildades till Skövde kommun.